# Гифнок
Ги́фнок (англ. Giffnock, гэльск. Giofnag) — город в Шотландии, административный центр области Ист-Ренфрушир. Место рождения 74-го Премьер-министра Великобритании Гордона Брауна.